# Ie (Okinawa)
Pour les articles homonymes, voir Ie.
Ie (伊江村, Ie-son, prononciation en kunigami : ˀiː) est un village du district de Kunigami, situé sur une île de l'archipel d'Okinawa, au Japon.

## Géographie

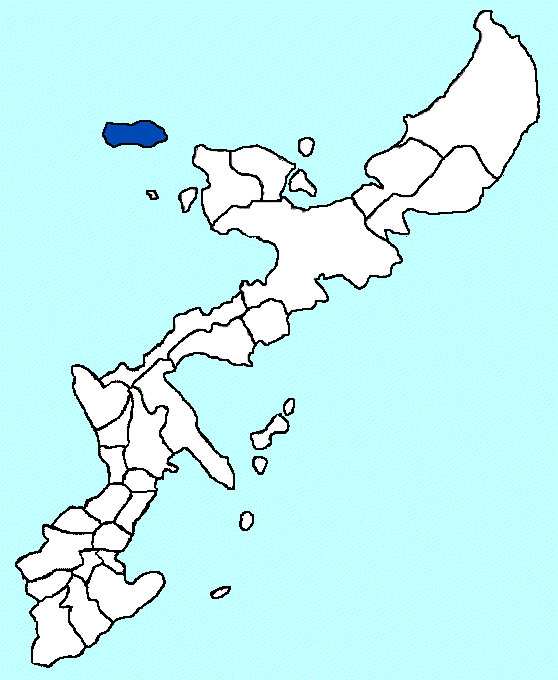
Localisation d'Ie à Okinawa.

### Situation
Le village d'Ie est situé sur Ie-jima, au large de la côte occidentale de l'île d'Okinawa, au Japon.

### Démographie
En 2022, la population d'Ie était estimée à 4381 habitants répartis sur une superficie de 22,75 km2 (densité de population de 192 hab./km2).

### Topographie
Le mont Gusuku est situé sur le territoire du village d'Ie.

## Transport
Le village est desservi par l'aéroport d'Iejima.

## Personnalités liées à la municipalité
- Kiyohide Shinjō, 9e dan hanshi de karaté Uechi-ryū, est né en 1951 à Ie.

## Patrimoine culturel et naturel
Le village de Ie compte quinze éléments désignés ou enregistrés comme patrimoine matériel, culturel ou naturel, au niveau national, préfectoral ou municipal. 
- Nom (japonais) (type d’enregistrement)

### Patrimoine ethnologique
- Amibōja (アミボージャ?) (Municipal)
- Réservoir de Minkazantu (ミンカザント ゥ?) (Municipal)
- Site sacré de Ara Utaki (阿良御嶽?) (Municipal)
- Source Māga マーガ (?) (Municipal)

### Sites historiques
- Amas coquillier de Hamasaki (浜崎貝塚?) (Préfectoral)
- Amas coquillier de Kushibaru (具志原貝塚?) (National)
- Fossiles de cerfs de l’île d’Ie (伊江島鹿の化石?) (Préfectoral)
- Lieu de naissance de Uechi Tarō, auteur de la pièce de kumi odori Chūshingura (組踊「忠臣蔵」作者上地太郎生誕の地?) (Municipal)
- Site de la grotte de Gohezu de l’île d’Ie (伊江島のゴヘズ洞穴遺跡?) (Préfectoral)
- Site de l’école Kwēju (会所跡?) (Municipal)
- Site du prêteur sur gage public (公益質屋跡?) (Municipal)
- Site du sanctuaire de Gongendō (権現堂跡?) (Municipal)

### Lieux de beauté pittoresque
- Mont Gusuku du village d’Ie (伊江村の城山?) (Préfectoral)
- Source Wajii spring (湧出 ouわじぃー?) (Municipal)

### Monuments naturels
- Communauté végétale de Hada (ハダ植物群落?) (Municipal)